# Moisés Carmona
Moisés Carmona Rivera (31 de outubro de 1912 – 1 de novembro de 1991) foi um bispo católico tradicionalista sedevacantista de Acapulco, Guerrero, México, que propagou o sedevacantismo em seu país. Ele foi um dos bispos consagrados pelo bispo sedevacantista vietnamita Ngô Đình Thục.

## Biografia

### Sacerdócio
Em novembro de 1939, Carmona foi ordenado sacerdote por Dom Leopoldo Díaz y Escudero de Chilapa (a Diocese de Acapulco só se separou da Diocese de Chilapa em 1958).
Carmona então tornou-se professor do seminário.

### Sedevacantismo
Quando as reformas do Concílio Vaticano II chegaram à sua paróquia, Iglesia Divina Providencia (Igreja da Divina Providência), Carmona recusou-se as pôr em prática.
Na década de 1970, ele, junto com Sáenz e o padre Adolfo Zamora, formou a União Católica Tridentina (União Católica Trento).

### Episcopado
Em 1981, Carmona e Zamora foram trazidos pelos sedevacantistas alemães: doutor Eberhard Heller e doutor Kurt Hiller ao bispo sedevacantista vietnamita Ngô Đình Thục em Toulon, França. Thục os consagrou bispos em Toulon em 17 de outubro de 1981.
Carmona formou quatro bispos consagrados: os mexicanos Benigno Bravo e Roberto Martinez y Gutiérrez, e os americanos George Musey e Mark Pivarunas da Congregação de Maria Imaculada Rainha.

### Morte, enterros e consequências
Em 1996, o corpo de Carmona foi exumado e transferido pelo padre (mais tarde Bispo) Martín Dávila Gandara, da SST, para uma cripta em uma capela inferior abaixo da Igreja da Divina Providência. Alega-se que durante a transferência, o corpo de Carmona não apresentava sinais de decomposição, e que as fotos tiradas dele quando seu corpo foi colocado na cripta pareciam as mesmas no momento de seu funeral.